# Prosopocera signatifrons
Prosopocera signatifrons är en skalbaggsart som beskrevs av Duvivier 1891. Prosopocera signatifrons ingår i släktet Prosopocera och familjen långhorningar.
Artens utbredningsområde är:
- Ghana.
- Togo.

Inga underarter finns listade i Catalogue of Life.